# Fidonie du pin
Bupalus piniaria
Pour les articles homonymes, voir Phalène.
Espèce
Taxons de rang inférieur
- Bupalus piniaria bernieri
- Bupalus piniaria espagnolus
- Bupalus piniaria piniaria

La Fidonie du pin ou Phalène du pin (Bupalus piniaria) est une espèce de lépidoptères (papillons) de la famille des  Geometridae, de la sous-famille des Ennominae.

## Distribution
Europe, Asie mineure jusqu'au Kazakhstan ; fréquente en France dans les bois de pins, y compris en montagne.

## Description

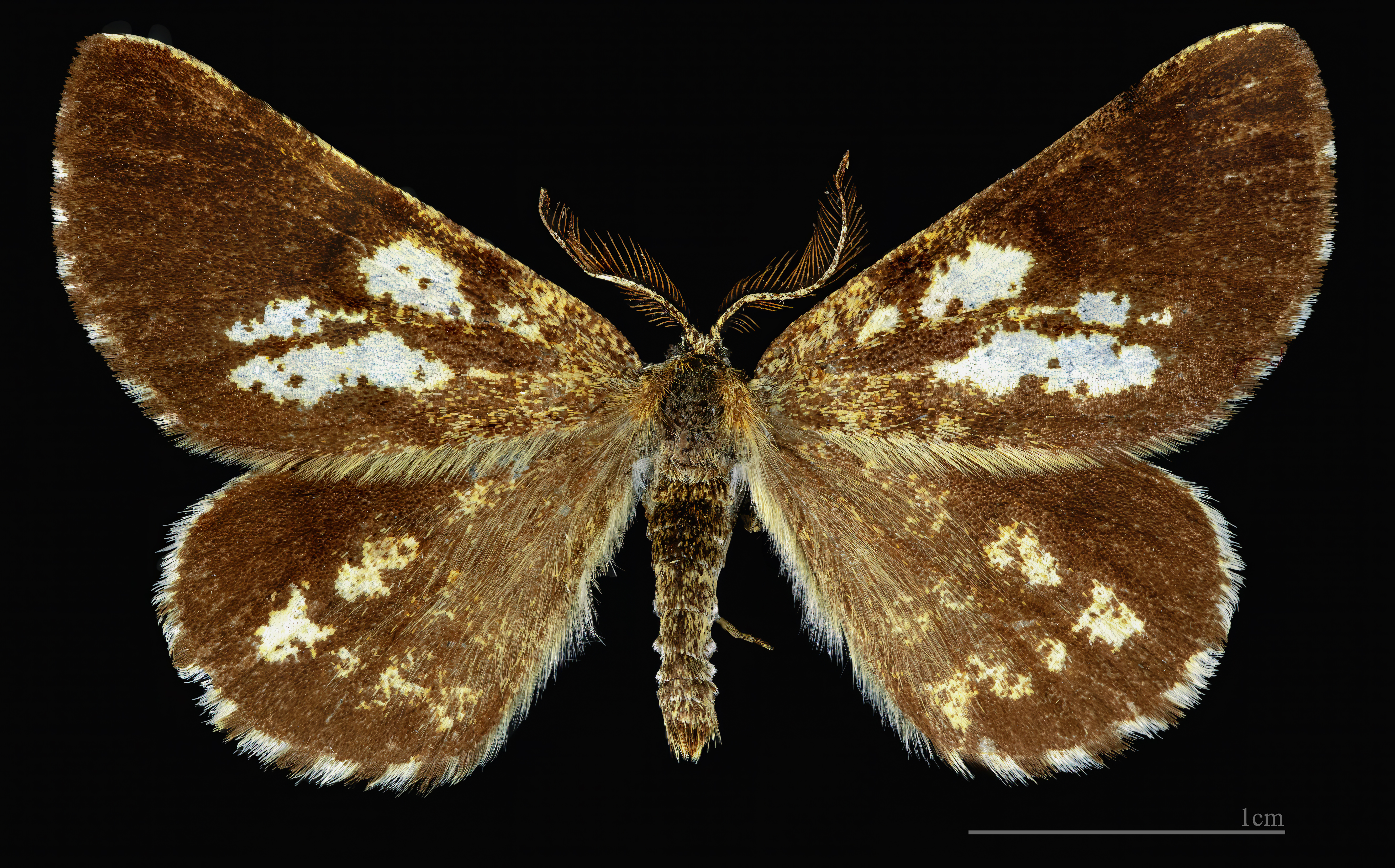
MHNTBupalus piniaria ♂
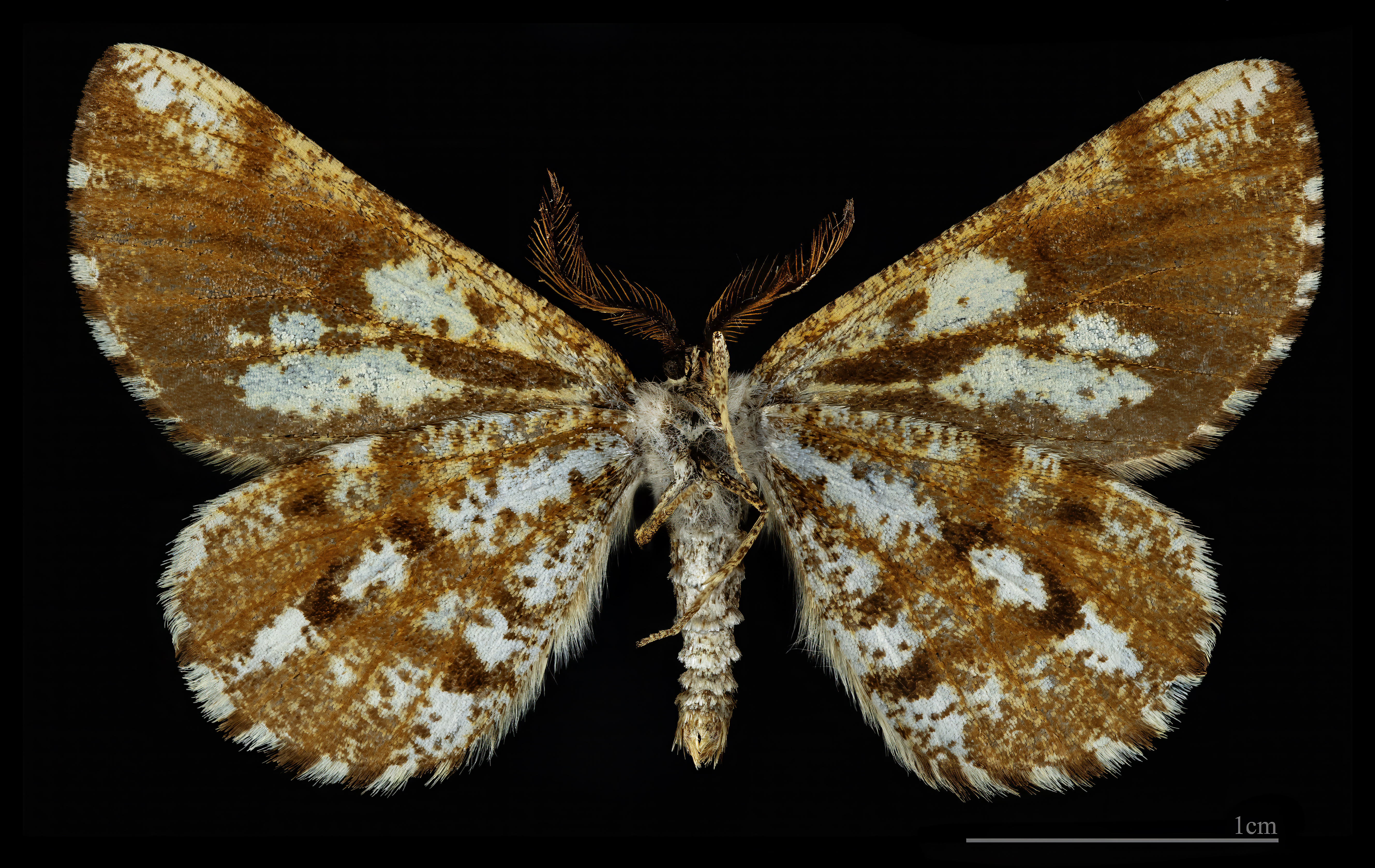
♂ △
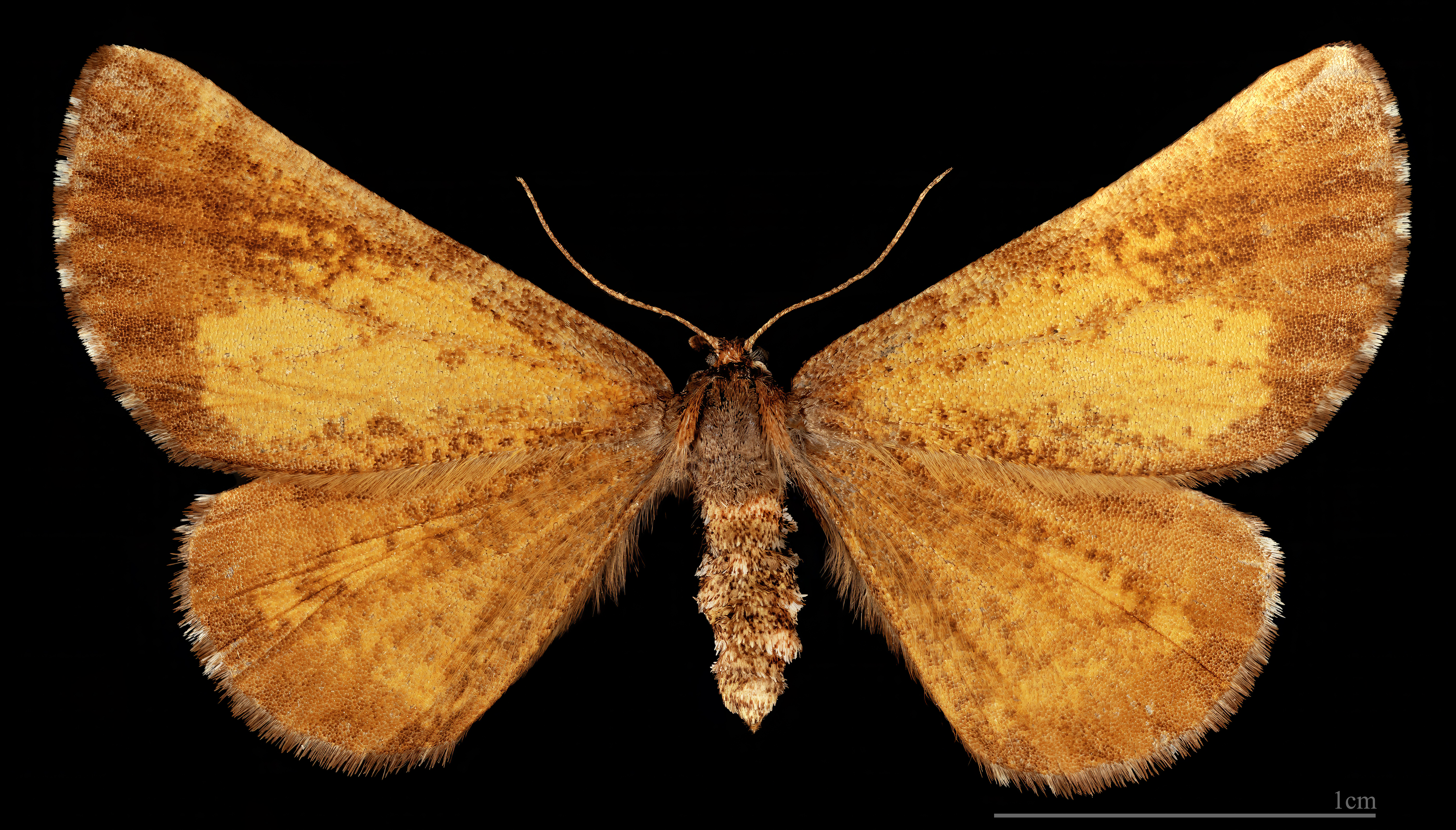
MHNTBupalus piniaria♀
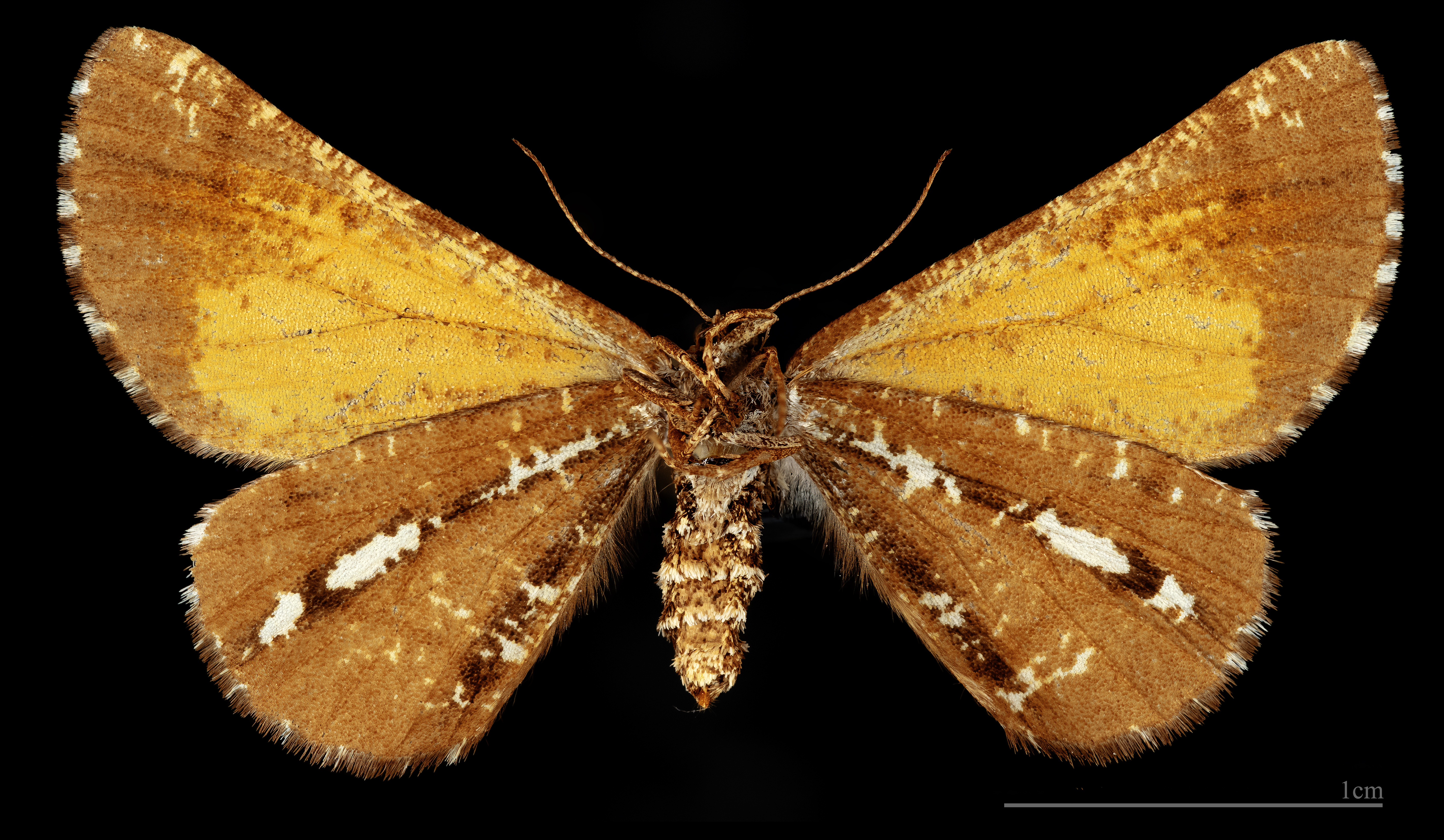
♀ △

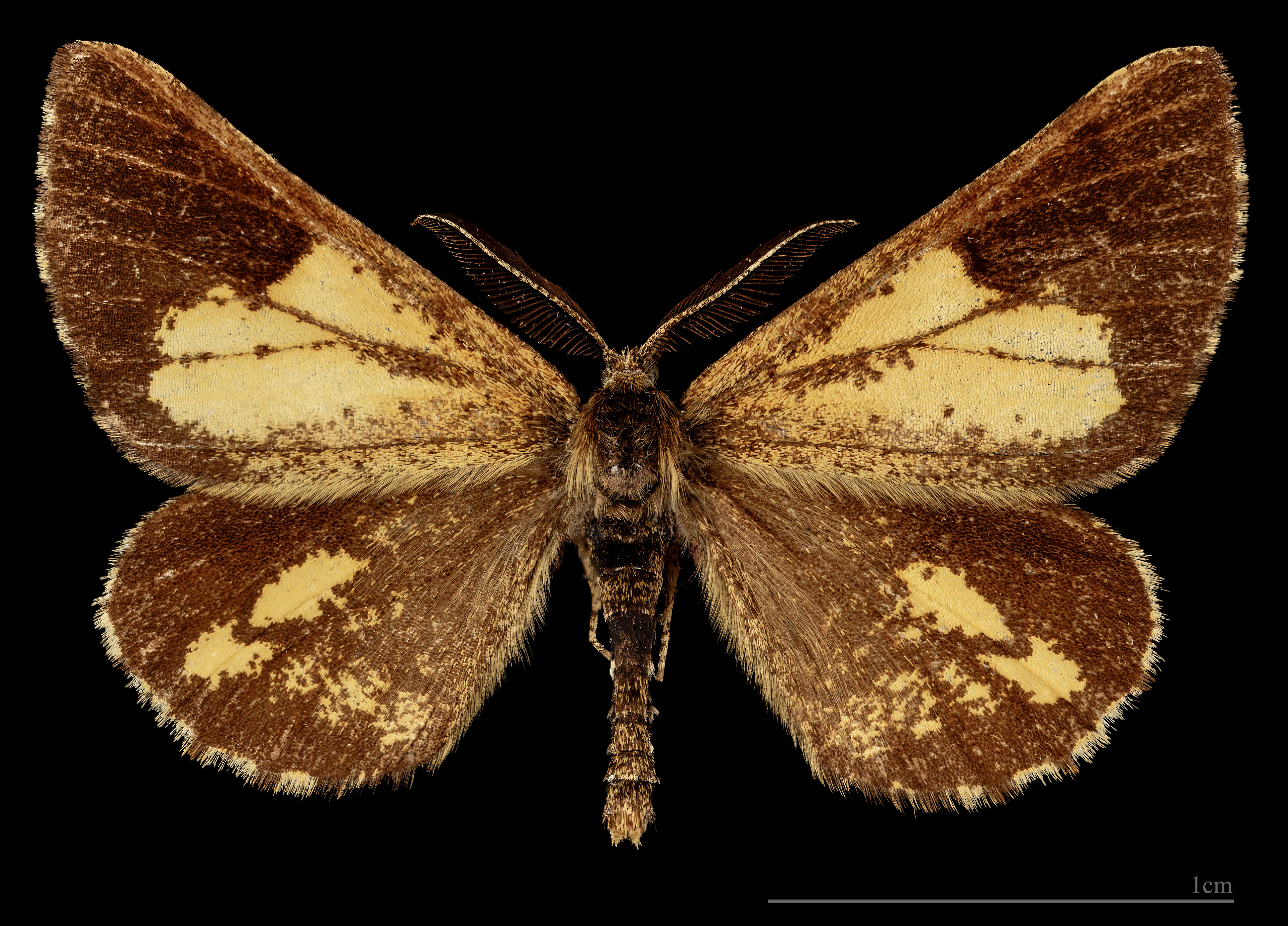
MHNT Bupalus piniaria flavescens ♂
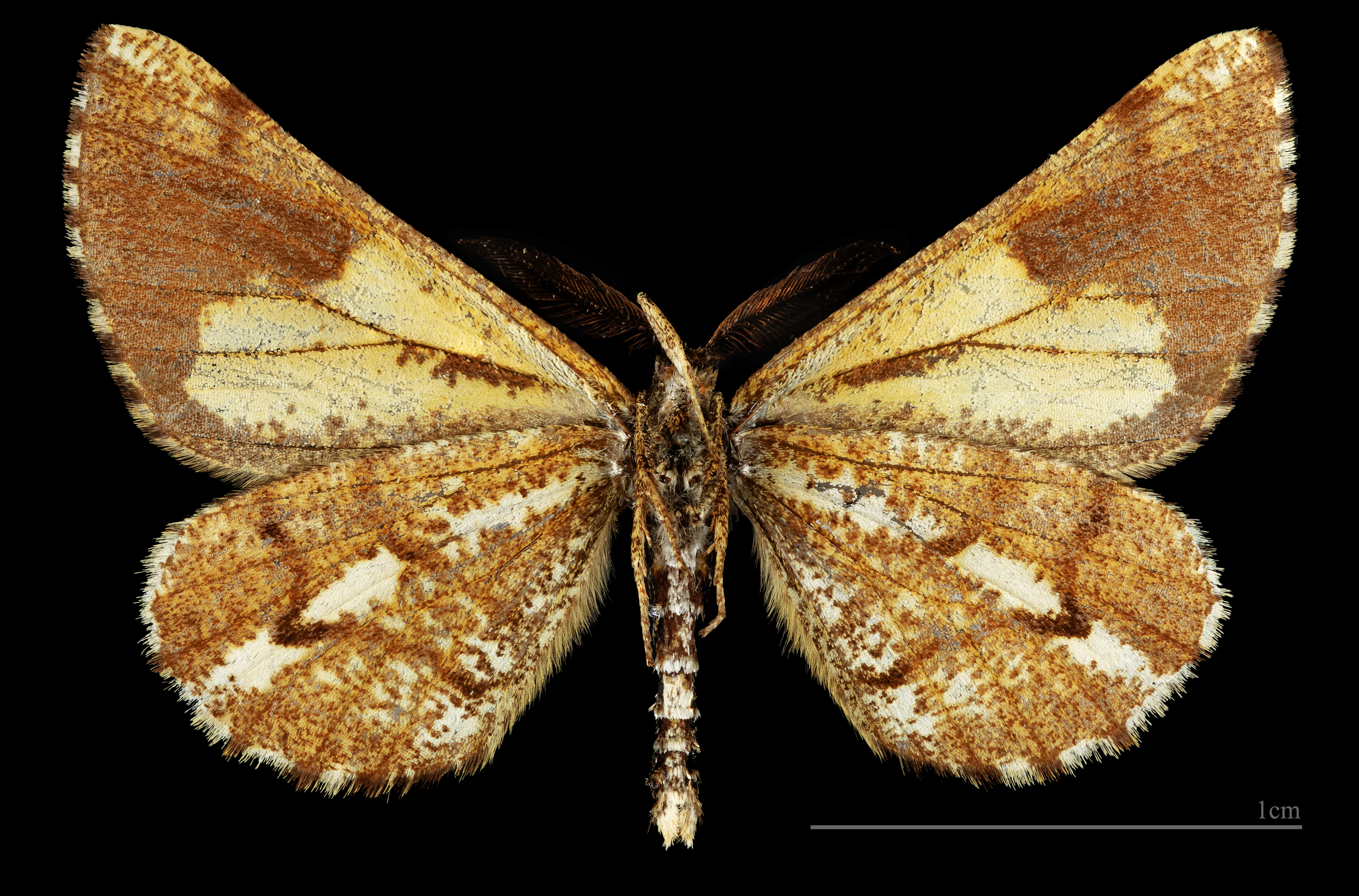
MHNT Bupalus piniaria flavescens ♂  △
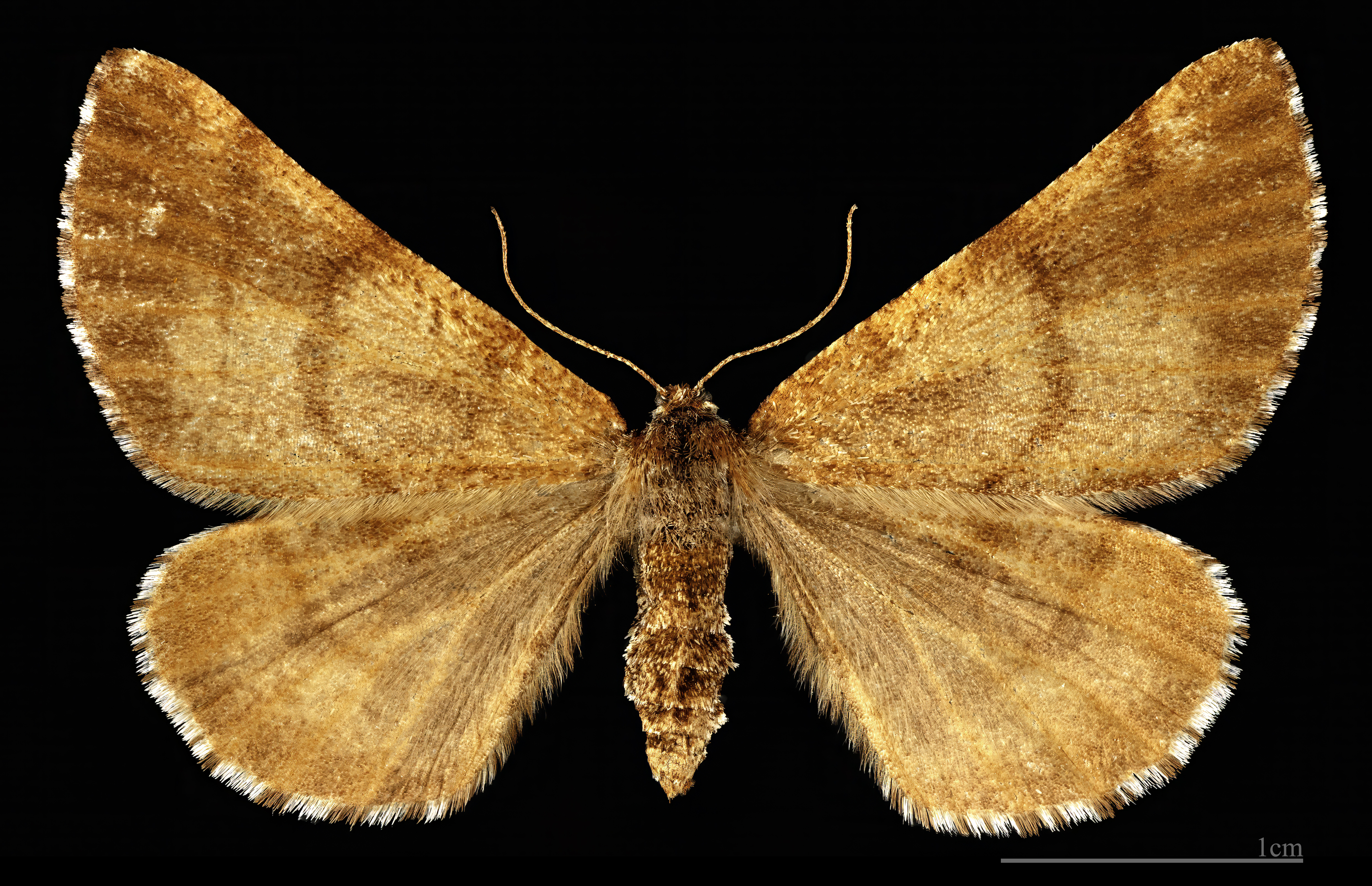
MHNT Bupalus piniaria fuscostrigata  ♀
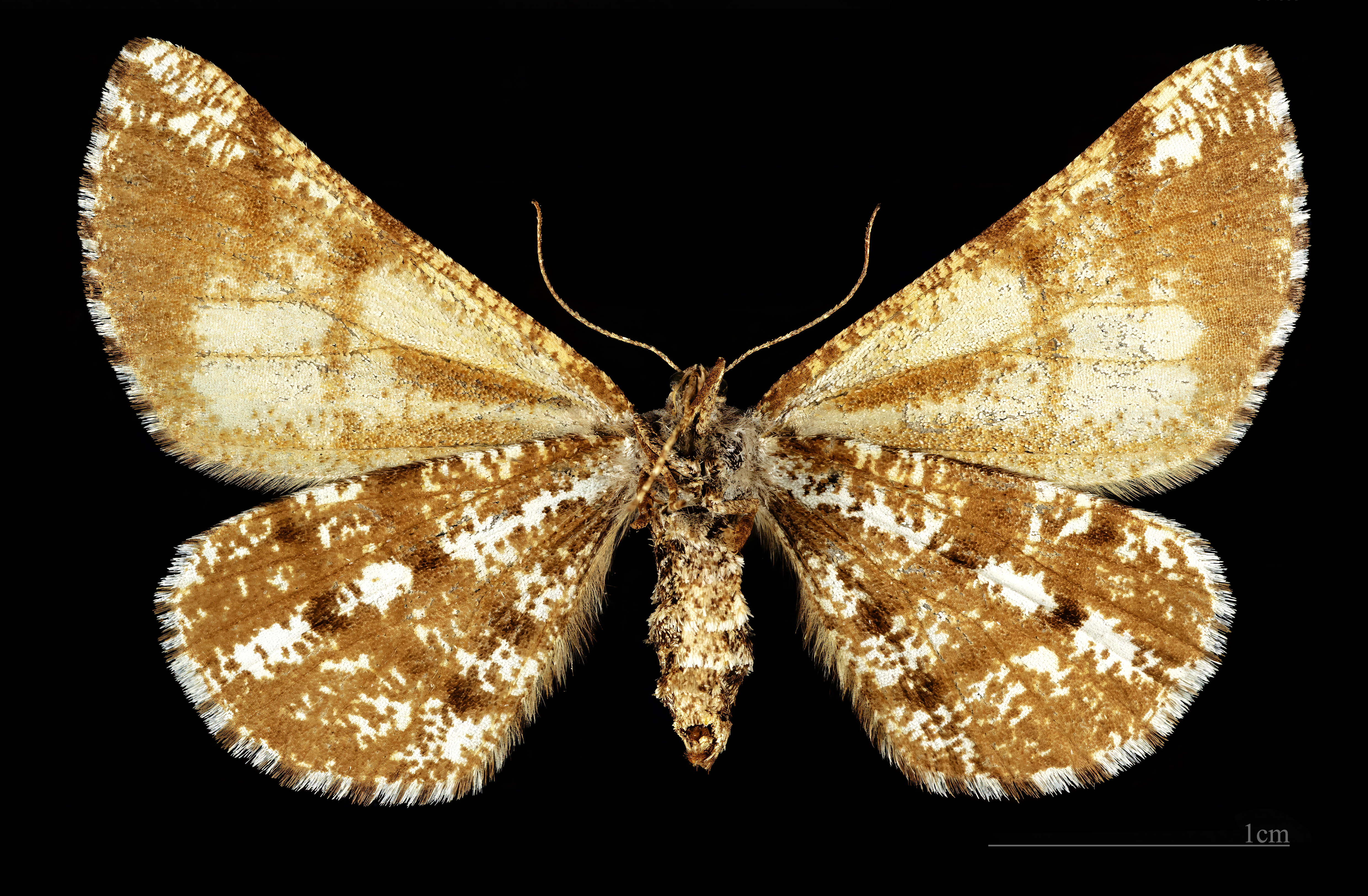
MHNT Bupalus piniaria fuscostrigata  ♀  △

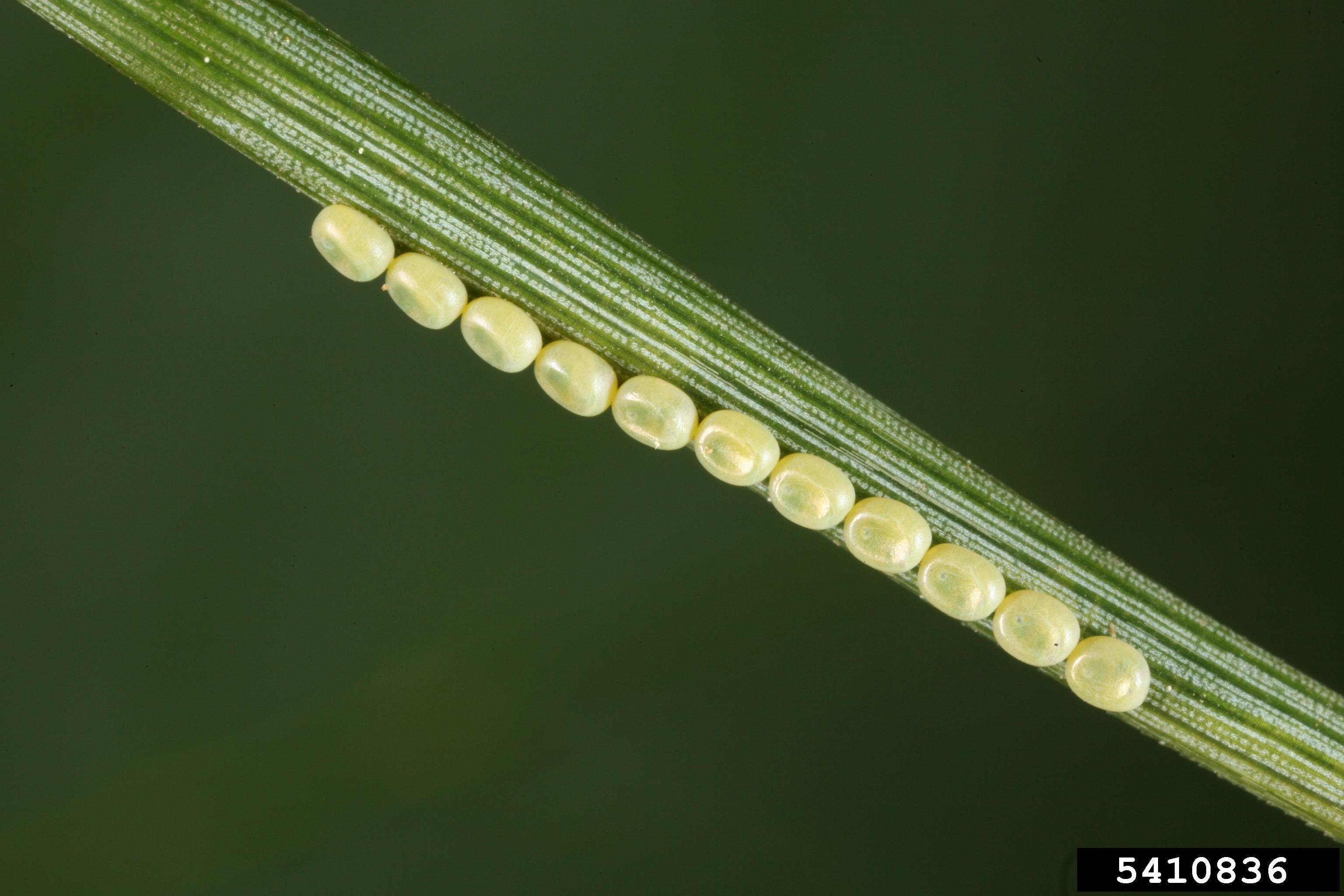
Œufs collés sur une aiguille de pin